# Víkingur Kristjánsson
Víkingur Kristjánsson (* 26. März 1972 in Neskaupstaður) ist ein isländischer Schauspieler und Drehbuchautor.

## Leben und Karriere
Víkingur wurde am 26. März 1972 in Neskaupstaður geboren. Er lebte die ersten beiden Jahre in Eskifjörður, bis er nach Ísafjörður zog, wo er bis zu seinem 16. Lebensjahr lebte. 1986 verlor er seinen Vater bei einem Flugzeugabsturz in Ljósufjöll.
Seine Schauspielausbildung absolvierte er 2001 an der Iceland University of the Arts. Seitdem hat er in zahlreichen Theaterproduktionen in Island und international mitgewirkt. Er ist Mitbegründer der Theatergruppe Vesturport, mit der er in Stücken wie Woyzeck und Romeo und Julia auftrat.
In der Film- und Fernsehbranche ist Víkingur für seine Rollen in Produktionen wie Trapped – Gefangen in Island, The Valhalla Murders und Vegferð bekannt. Er hat auch als Drehbuchautor gearbeitet, unter anderem für den Film Eltern.

## Filmografie
Filme
- 2003: Þriðja nafni
- 2007: Foreldrar
- 2007: Astrópía
- 2008: Sveitabrúðkaup
- 2010: Mamma Gógó
- 2010: Brim
- 2015: Þrestir
- 2018: Lof mér að falla

Serien
- 2007: Næturvaktin
- 2009–2010: Réttur
- 2011: Heimsendir
- 2017: Fangar
- 2019: Trapped – Gefangen in Island
- 2020: The Valhalla Murders
- 2021: Vegferð